# Belalcázar (Caldas)
Belalcázar és un municipi situat al sud-occident del Departament de Caldas, a Colòmbia. Juntament amb els municipis de Viterbo, Sant José, Risaralda i Anserma, conformen l'anomenat "Sota Occident" caldense. Compta amb una estàtua de Crist Rei que encara que no es troba registrada com la més gran en els Rècord Guiness, aquesta estàtua té una alçada de 45,5 metres, és de concret reforçat i es va crear amb motiu de la crua violència que va assotar a aquesta regió a mitjan segle XX (l'estàtua Crist Redemptor o Crist de Corcovado és una imatge de 30 metres de Jesús de Natzaret mirant amb els braços oberts la ciutat, el turó Tatamá, el Parc Nacional dels Nevats i part del paisatge cultural cafeter). Belalcázar és una regió que compta amb una comunitat indígena pertanyent a l'ètnia Embera Chami situada a una mitja hora del nucli urbà.

## Posició
Limita al nord amb els municipis de San José i Risaralda, a l'orient amb el departament de Risaralda i el municipi de Chinchiná, al sud amb el departament de Risaralda i l'occident amb els municipis de Viterbo i San José.

## Turisme
Conegut com "El Balcó del Paisatge" és una destinació per a qualsevol turista, a 40 minuts de la ciutat de Pereira i 1.5 hores de la ciutat de Manizales. Aquest municipi compta amb el monument a "Crist Rei", és l'únic d'aquest tipus que permet l'accés per l'interior de l'estàtua, de manera que els turistes poden ascendir per un parell d'escales en forma de cargol fins al cap de la mateixa i des d'allà contemplar el majestuós paisatge compost per 5 municipis de diferents departaments i les valls del Riu Cauca i el Riu Risaralda.
Es pot fins i tot veure a través dels orificis que conformen els ulls i el nas d'aquest monument. Els més agosarats podien -quan encara era permès- sortir i caminar sobre els braços fins a arribar a les mans i abraçats, al dit polze, contemplar l'horitzó. La seva altura total arriba als 45,5 metres, inclòs el pedestal. La sola imatge del Crist té 37 metres, equivalent a un edifici d'uns 12 pisos.